# You're Makin' Me High
"You're Makin' Me High" é o primeiro single do segundo álbum de estúdio da cantora Toni Braxton, Secrets (1996). Uma colaboração conjunta entre o produtor vencedor do Grammy, Babyface, e Bryce Wilson, resultou nesta canção de andamento moderado. A canção foi publicada nos Estados Unidos como um lado-A duplo com "Let It Flow", o sucesso de airplay do filme cinematográfico de 1995 Waiting to Exhale.
Se tornou o primeiro single de Braxton a chegar ao número um em ambas as paradas Billboard Hot 100 e Hot R&B/Hip-Hop Songs; permaneceu no topo por uma semana na primeira e por duas semanas na segunda, eventualmente recebendo um disco de platina da RIAA. Um remix em forma de dance music feito por Morales permitiu que o single também chegasse ao topo da parada Hot Dance Club Play por duas semanas em Agosto de 1996. Outro remix feito para o mercado urbano foi criado apresentando a participação da rapper Foxy Brown chamado "Groove Mix".
A canção rendeu a Braxton seu terceiro Grammy para Melhor Performance Vocal de R&B Feminina em 1997. O sucesso de "You're Makin' Me High" foi continuado com o lançamento de "Un-Break My Heart". A canção foi sampleada para a canção "Part II" de Method Man & Redman, lançada na trilha sonora do filme How High e foi usada como música tema para o filme Doraemon: Nobita's South Sea Adventure, lançado em 1998. A canção foi originalmente composta para a cantora de R&B Brandy mas foi usada para o álbum de Braxton.

## Presença em "Anjo de Mim Internacional" (1996)
A canção fez parte da trilha sonora internacional da novela "Anjo de Mim", exibida pela TV Globo entre 1996/1997.

## Faixas
European CD maxi single
1. "You're Makin' Me High" (Radio Edit) – 4:07
2. "You're Makin' Me High" (Album Version) – 4:26
3. "You're Makin' Me High" (Morales Classic Edit) – 3:35
4. "You're Makin' Me High" (Morales Classic Mix) – 9:41

UK CD 1
1. "You're Makin' Me High" (Radio Edit) – 4:07
2. "You're Makin' Me High" (T'empo's Radio Edit) – 4:05
3. "You're Makin' Me High" (Dancehall Mix) – 4:52
4. "You're Makin' Me High" (Groove Remix) – 4:34
5. "You're Makin' Me High" (T'empo's Private Club Mix) - 8:50
6. "You're Makin' Me High" (Morales Classic Mix) – 9:41

UK CD 2
1. "You're Makin' Me High" (Radio Edit) – 4:07
2. "Let It Flow" – 4:22
3. "Breathe Again" – 4:17
4. "Another Sad Love Song" – 4:55

## Desempenho em tabelas musicais
| Tabelas musicais (1996)                          | Posição |
| ------------------------------------------------ | ------- |
| Alemanha - German Singles Chart                  | 47      |
| Austrália - Australian ARIA Singles Chart        | 2       |
| Estados Unidos - Billboard Hot 100               | 1       |
| Estados Unidos - Billboard Hot R&B/Hip-Hop Songs | 1       |
| Estados Unidos - Billboard Hot Dance Club Play   | 1       |
| União Europeia - European Hot 100 Singles        | 30      |
| Países Baixos - Dutch Top 40                     | 13      |
| Irlanda - Irish Singles Chart                    | 21      |
| Nova Zelândia - RIANZ Singles Chart              | 5       |
| Reino Unido - UK Singles Chart                   | 7       |
| Suécia - Swedish Singles Chart                   | 11      |
| Tabelas musicais (1997)                          | Posição |
| Canadá - Canadian Singles Chart                  | 8       |